# Бумер. Фільм другий
«Бумер: Фільм другий» (рос. Бумер. Фильм второй) — продовження картини російського режисера Петра Буслова Бумер, що вийшла на екрани в 2006 році.

## Сюжет
Минуло чотири роки. Життя в країні докорінно змінилася. Сіра реальність буремних 90-х закінчилася. Процвітає бізнес, комерція, «братки» пересіли на нові моделі бумерів. Костянтин Огородников (Кіт) не відсидівши належний термін, виходить з колонії. Після загибелі друзів, Кіт іншими очима дивиться на життя, хоче почати його з чистого аркуша і мріє жити нормальним життям. І в нього з'являється такий шанс. Він знайомиться з сімнадцятирічною дівчиною Дашею і вірить, що саме вона зможе зробити його щасливим. Але Даша нічого не знає про його минуле, хоча й сама змушена займатися «бозна чим» заради грошей. Ще в дитинстві братом дівчини була закладена проста істина, що раю немає і не можна жити тільки мріями про нього. Тому від Кота залежить її подальша доля.
І знову хлопця чекає вир подій, яких він не передбачав, а під маскою друзів ховаються вороги, а вороги можуть зовсім несподівано опинитися друзями і допомогти в біді.

## Цікаві факти
- Модель автомобіля у фільмі Бумер 2 - BMW X5
- При створенні саундтреку до фільму "Бумер-2" директор групи "Ленінград" зателефонував В. Кіпелову з питанням, чи можуть вони використати рядки з його пісні "Я вільний" у своїй композиції. Знаючи пристрасть Шнура до нецензурних текстів, Кіпелов попросив їх попередньо вислати текст пісні. Прослухавши пісню, В. Кіпелов підписали з Маргаритою Пушкіною, як автори, дозвіл на використання цих рядків.
- За мотивами фільму була випущена відеогра - "Бумер-2" Розробник: 1C.
- Цей фільм присвячений Сергію Бодрову-молодшому і його знімальній групі, яка зникла безвісно у 2002 році при сходженні льодовика "Колка"[3].